# Friedl Pfeiffer
Friedl Pfeiffer, né le 23 mars 1911 à Sankt Anton am Arlberg et mort le 26 février 1995 à Paradise Valley dans l'Arizona, est un ancien skieur alpin autrichien. Il est par la suite naturalisé américain.

## Palmarès

### Championnats du monde
| Épreuve / Édition       | Descente | Slalom | Combiné |
| ----------------------- | -------- | ------ | ------- |
| Mondiaux 1933 Innsbruck | 6e       | 8e     | 6e      |
| Mondiaux 1935 Mürren    | 6e       | Bronze | 4e      |
| Mondiaux 1936 Innsbruck | 11e      | —      | —       |
| Mondiaux 1937 Chamonix  | 14e      | 23e    | 17e     |

### Arlberg-Kandahar
- Vainqueur du Kandahar 1936 à Sankt Anton
  - Vainqueur du slalom 1936 à Sankt Anton